# 世界保護區委員會
世界保護區委員會（英語：World Commission on Protected Areas，縮寫WCPA）是世界自然保護聯盟（IUCN）的六个委员会之一。.

## IUCN的保护区分类
世界保护区委员会（WCPA）为保护区管理制定了如下国际分类：

### 严格自然保护区
一片拥有出众或具代表性的生态系统、地质学的或生理学的特色与/或物种的陆地或海洋区域，可主要用作科学研究或环境监察。

### 荒野区
一大片未被更动或只被轻微更动过的陆地与/或海洋区域，仍保留着其自然的特点和影响，没有永久性的或显著的人类聚居地，受到保护和管理以保存其自然状态。

### 国家公园
一片陆地与/或海洋的自然区域，即指：
1. i. 保护一个或多个生态系统于现今及后代的生态完整性；
2. ii. 禁止不利于该区域的指定目的的开发或侵占；
3. iii. 为精神的、科学的、教育的、休闲的、以及参观的机会提供基础，所有机会必须是环璄上及文化上兼容的。

### 自然纪念物
一片拥有一个，或多个，独特的自然的或自然的/文化的特色的区域，该特色因其固有的珍稀性、代表性、审美性特质或文化上的重要性而具有出众或独特的价值。

### 生境/物种管理区
一片因管理目的而受到积极干预以确保生境的维护与/或达到某物种的需求陆地或海洋区域。

### 陆地/海洋保护景观
一片陆地及合适的海岸、海洋区域，在该区域内人类与自然界的长时间互动使该区拥有重大的审美的、生态学的或文化的价值的与众不同的特征，并经常有高度的生物多样性。保卫此旧有的互动的完整性对诸如该区域的保护、维持和进化必不可少。

### 资源管理保护区
一个区域拥有占优势地未经更动的自然系统，设法确保生物多样性受到长期保护和维持，而同时提供自然产物及服务的可持续性供应以满足社区的需要。